# گروه ویشگراد
گروه ویشگراد (انگلیسی: Visegrád Group) یا گروه وی۴ یک گروه فرهنگی و سیاسی در اروپای مرکزی با عضویت ۴ کشور جمهوری چک، مجارستان، لهستان و اسلواکی است. این گروه در سال ۱۹۹۱ برای گسترش همکاری‌های نظامی، فرهنگی، اقتصادی و انرژی تأسیس شده‌است.

## نگارخانه

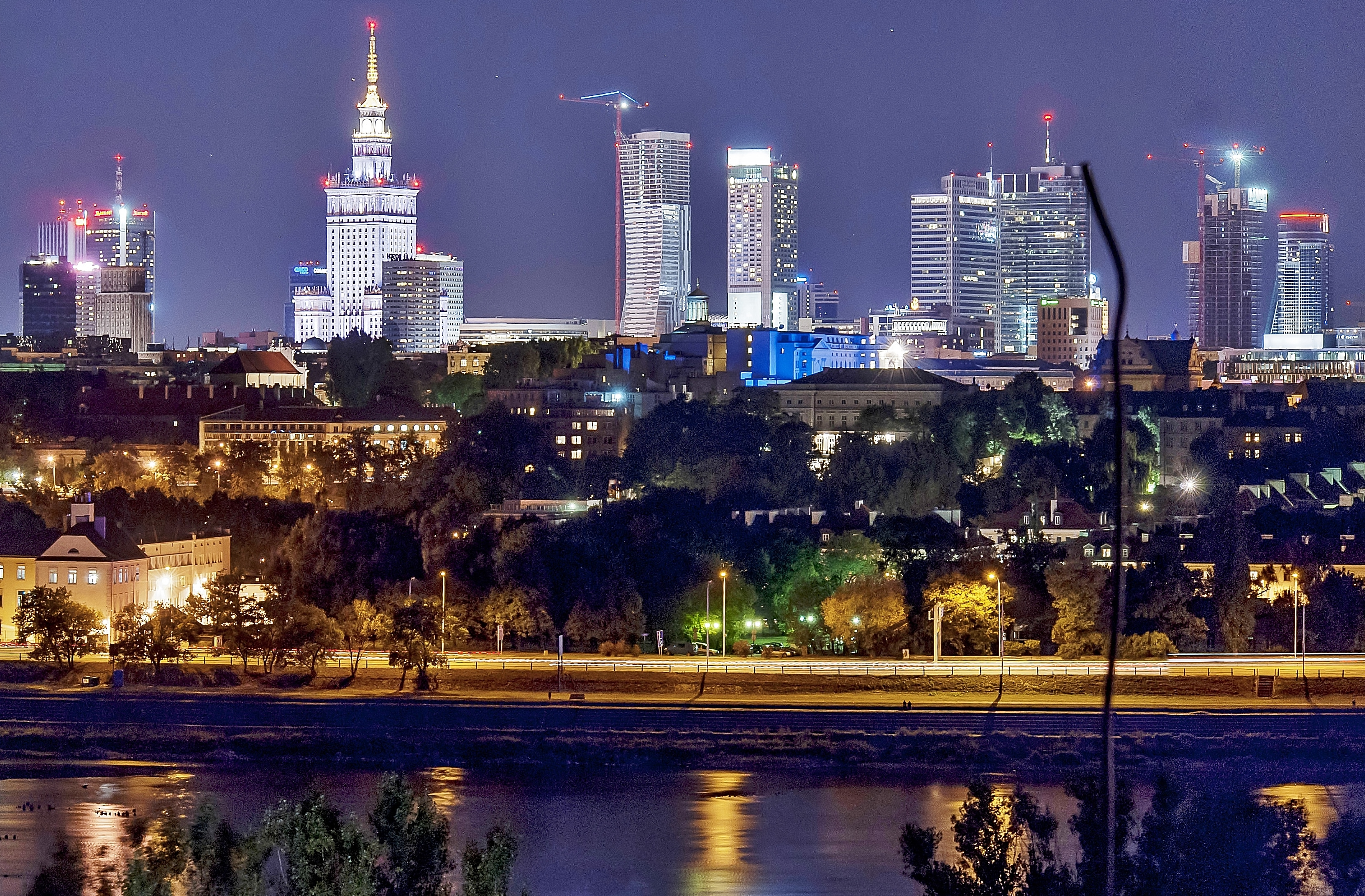
ورشو، لهستان
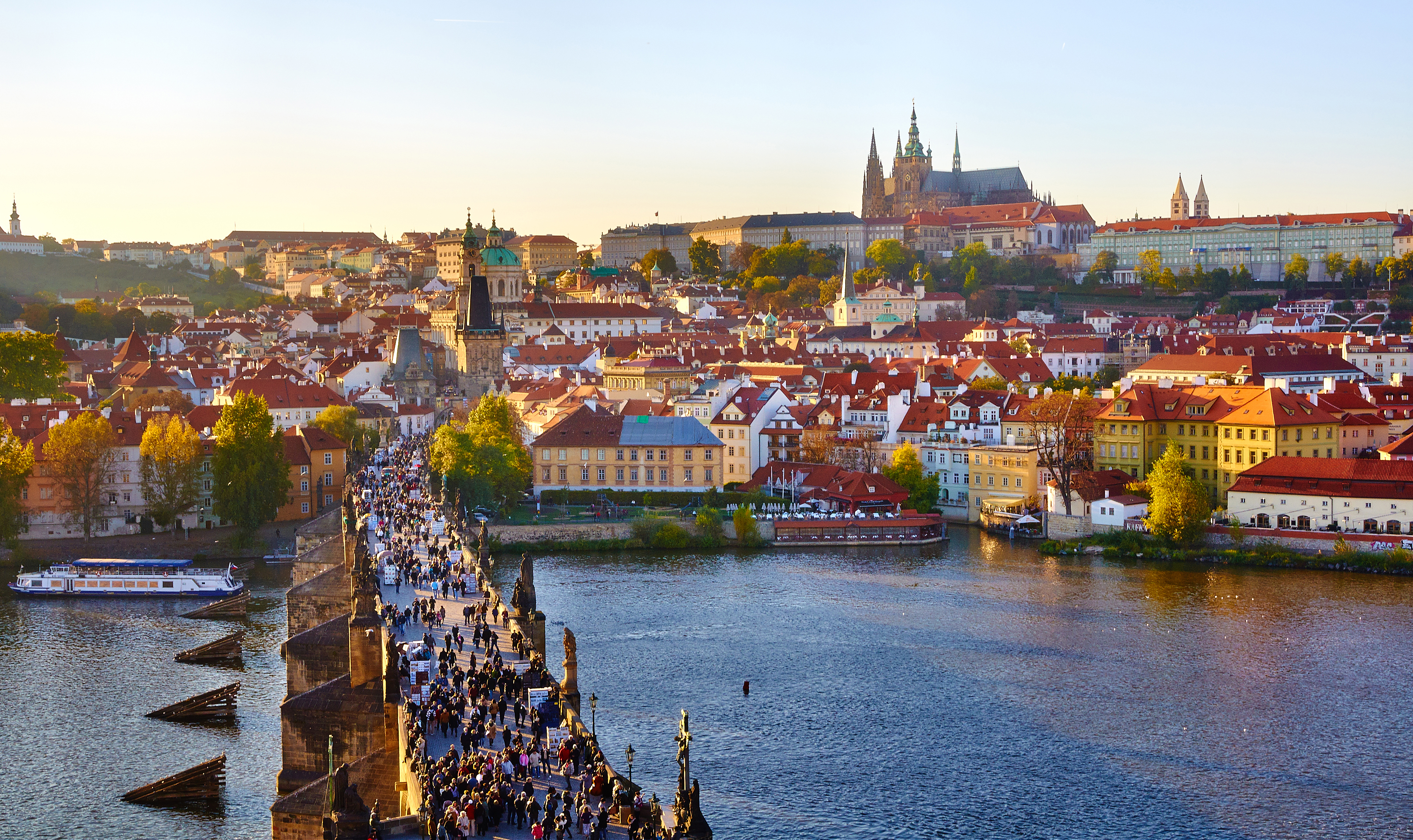
پراگ، جمهوری چک
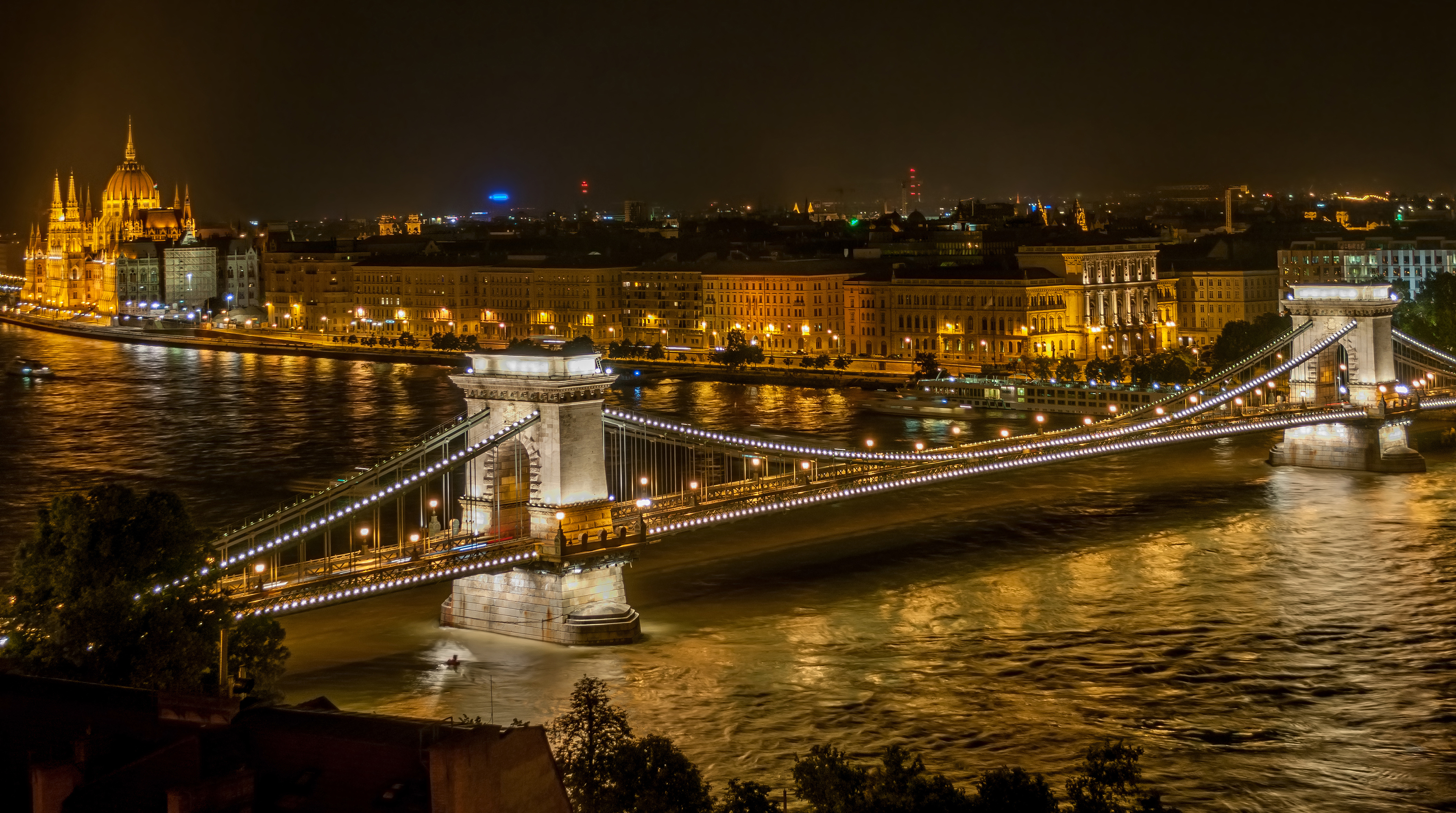
بوداپست، مجارستان
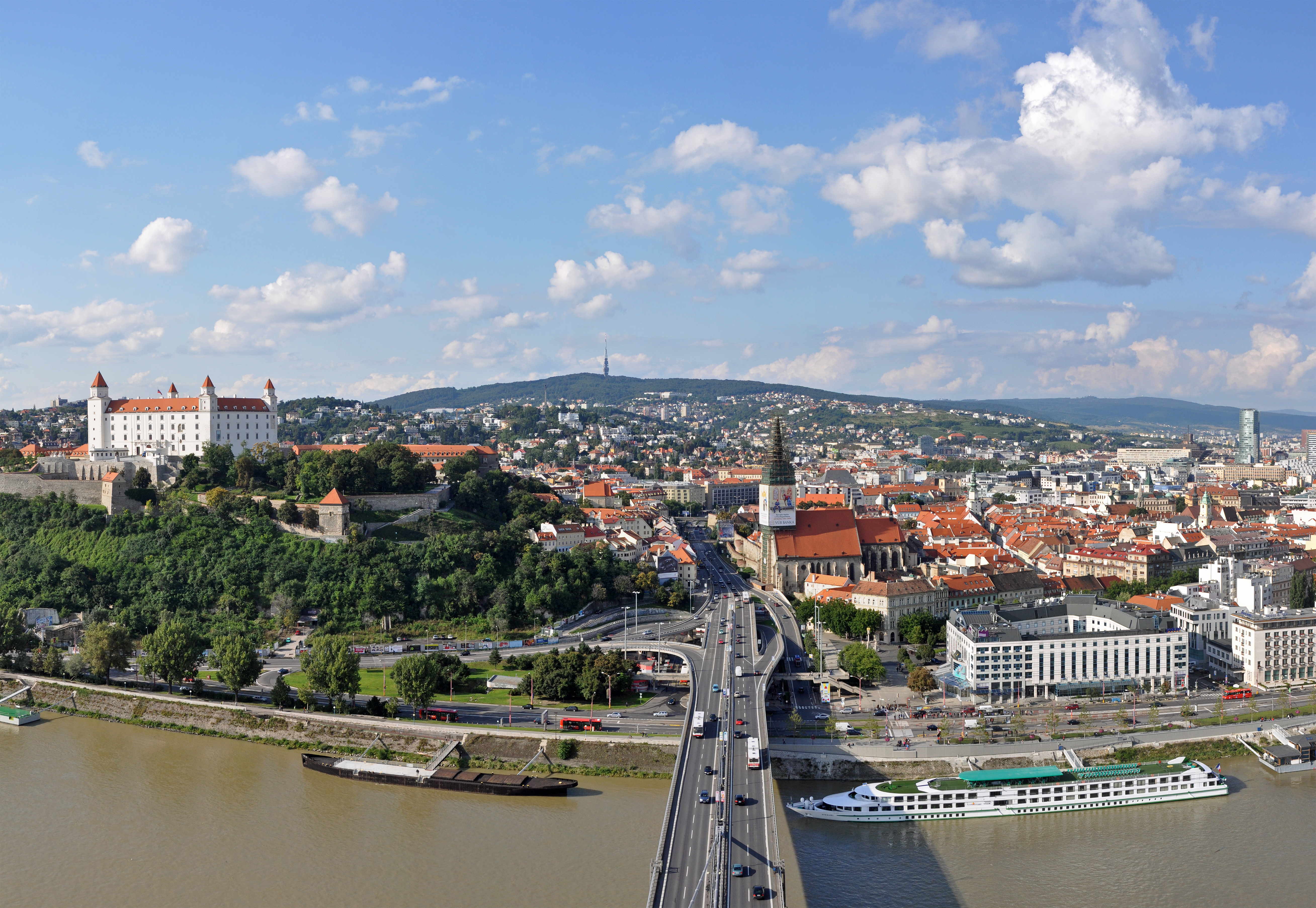
براتیسلاوا، اسلواکی